# Estado Falcón Zulia
El Estado Falcón-Zulia fue una antigua división administrativa de los Estados Unidos de Venezuela que agrupó a dichos estados por iniciativa del presidente de la república Antonio Guzmán Blanco.

## Historia
- 1881: Ante las presiones del estado Zulia por mayor autonomía el presidente Antonio Guzmán Blanco decreta su unión con el estado Falcón y el cambio de capital primero a Casigua y luego a Capatárida bajo la figura de Estado Falcón Zulia. La capital de la sección Zulia fue Maracaibo, y Coro la de la sección Falcón.

- 1883: La sección Zulia obtiene de la sección Falcón la parroquia Democracia Quisiro la cual fue incorporada al Cantón Altagracia, esta cesión de territorio fue permanente.

- 1890: El presidente Raimundo Andueza Palacio en una medida anti guzmancista, le devuelve la autonomía al estado Zulia y Maracaibo vuelve a ser su capital. La sección Zulia desaparece y Quisiro forma parte definitiva del estado.

## Territorio

### 1881 - 1883
Como represalia a los reclamos contra el centralismo, el presidente Antonio Guzmán Blanco fusionó los estados Falcón y Zulia en el Estado Falcón-Zulia, para quitarle su autonomía a Maracaibo. La capital pasó a ser Casigua y luego Capatárida (Estado Falcón, el Zulia quedó como una sección del nuevo estado. En 1890 el presidente Raimundo Andueza Palacio le devolvió su autonomía el estado Zulia y Maracaibo volvió a ser su capital. El Zulia volvió a sus fronteras de 1881.
En la imagen, la sección Zulia en rojo, tuvo como capital Maracaibo, la sección Falcón se ver en café, Capatárida se encuentra en la costa occidental del Falcón cerca del límite entre ambas secciones equidistante de Coro y Maracaibo.

### 1883 - 1890
En la imagen, la sección Zulia, en rojo, obtuvo la parroquia Democracia de la sección Falcón y la conservó luego de la disolución del estado en 1890.

## División territorial
El estado Falcón-Zulia, comúnmente denominado estado Falcón, estaba dividido en 2 grandes secciones:
- Sección Zulia
- Sección Falcón

Las secciones a su vez estaban divididas en cantones y estos en parroquias.

### Cantones de la Sección Zulia
- Altagracia
- Fraternidad
- Gibraltar
- Maracaibo
- Perijá

### Cantones de la Sección Falcón
- Coro
- Cumarebo
- Costa Arriba
- Casigua
- San Luis
- Paraguaná

## Gobernadores de la Sección Zulia
.